# 啊甜美的圣马丁之地
《啊甜美的圣马丁之地》（英語：O Sweet Saint Martin's Land），又称《圣马丁，如此美丽》（法語：Saint-Martin, si jolie），是法属圣马丁和荷属圣马丁（它们所在的圣马丁岛由法国和荷兰分治）的地区颂歌。
这首歌最初由杰拉德·肯普斯于1958年以英语创作（英语是圣马丁岛的主要语言）。随后，肯普斯创作法语版，配有不同的歌词和旋律。